# Terrerola del Turquestan
La terrerola del Turquestan (Alaudala heinei) és una espècie d'ocell de la família dels alàudids (Alaudidae).

## Hàbitat i distribució
Habita zones àrides des d'Ucraïna i Turquia central fins al sud de Mongòlia i de l'Afganistan.

## Taxonomia
Considerada part de la terrerola rogenca (A. rufescens), ha estat separada recentment en una nova espècie.